# David Quiroz
Mario David Quiroz Villón (Guaiaquil, 8 de setembro de 1982) é um futebolista profissional equatoriano.

## Carreira
David Quiroz fez parte do elenco da Seleção Equatoriana de Futebol da Copa América de 2011.

## Títulos
El Nacional
- Campeonato Equatoriano de Futebol: 2005 Clausura
- Campeonato Equatoriano de Futebol: 2006